# Nekonveksni veliki rombikubooktaeder
| Nekonveksni veliki rombikubooktaeder              | Nekonveksni veliki rombikubooktaeder                |
| ------------------------------------------------- | --------------------------------------------------- |
|                                                   |                                                     |
| Vrsta                                             | uniformni zvezdni polieder                          |
| Elementi                                          | F = 26, E = 48, V =24 ({\displaystyle \chi \,} = 2) |
| Stranske ploskve po stranicah                     | 8{3}+(6+12){4}                                      |
| Wythoffovi simboli                                | 3/2 \| 2 3 4/3 \| 2                                 |
| Simetrijska grupa                                 | Oh, [4,3], *432                                     |
| Bowerjeva okrajšava                               | Querco                                              |
| Sklici                                            | U17, C59, W85                                       |
| veliki deltoidni ikozitetraeder (dualni polieder) | 4.4.4.3/2 slika oglišč                              |

Nekonveksni veliki rombikubooktaeder je nekonveksni uniformni polieder z oznako (indeksom) U17. Prikaže se ga lahko tudi s Schläflijevim simbolom t0,2{4,3/2} in Coxeter-Dinkinovim diagramom . Njegova slika oglišč je križni štirikotnik.

## Sorodni poliedri
Ima enako razvrstitev oglišč kot prisekana kocka Razen tega ima isto razvrstitev robov kot veliki kubikubooktaeder, ki ima trikotne in šest kvadratnih skupnih stranskih ploskev ter veliki rombiheksaeder, ki pa ima skupnih dvanajst kvadratnih stranskih ploskev.
| prisekana kocka | nekonveksni veliki rombikubooktaeder | veliki kubikubooktaeder | veliki rombiheksaeder |